# La Guardia, Spanien
La Guardia är en ort i Spanien.   Den ligger i provinsen Toledo och regionen Kastilien-La Mancha, i den centrala delen av landet, 70 km söder om huvudstaden Madrid. La Guardia ligger 704 meter över havet och antalet invånare är 2 329.
Terrängen runt La Guardia är platt. Runt La Guardia är det glesbefolkat, med 10 invånare per kvadratkilometer. Närmaste större samhälle är Ocaña, 19,0 km norr om La Guardia. Trakten runt La Guardia består till största delen av jordbruksmark.